# Abe Júki
Abe Júki (Icsikava, 1981. szeptember 6. –) japán válogatott labdarúgó, olimpikon.
A japán válogatott tagjaként részt vett a 2010-es világbajnokságon.

## Statisztika
| Japán válogatott | Japán válogatott | Japán válogatott |
| Időszak          | Mérk.            | gól              |
| ---------------- | ---------------- | ---------------- |
| 2005             | 5                | 0                |
| 2006             | 8                | 1                |
| 2007             | 11               | 1                |
| 2008             | 9                | 0                |
| 2009             | 8                | 1                |
| 2010             | 9                | 0                |
| 2011             | 3                | 0                |
| Összesen         | 53               | 3                |